# Remígio de Reims

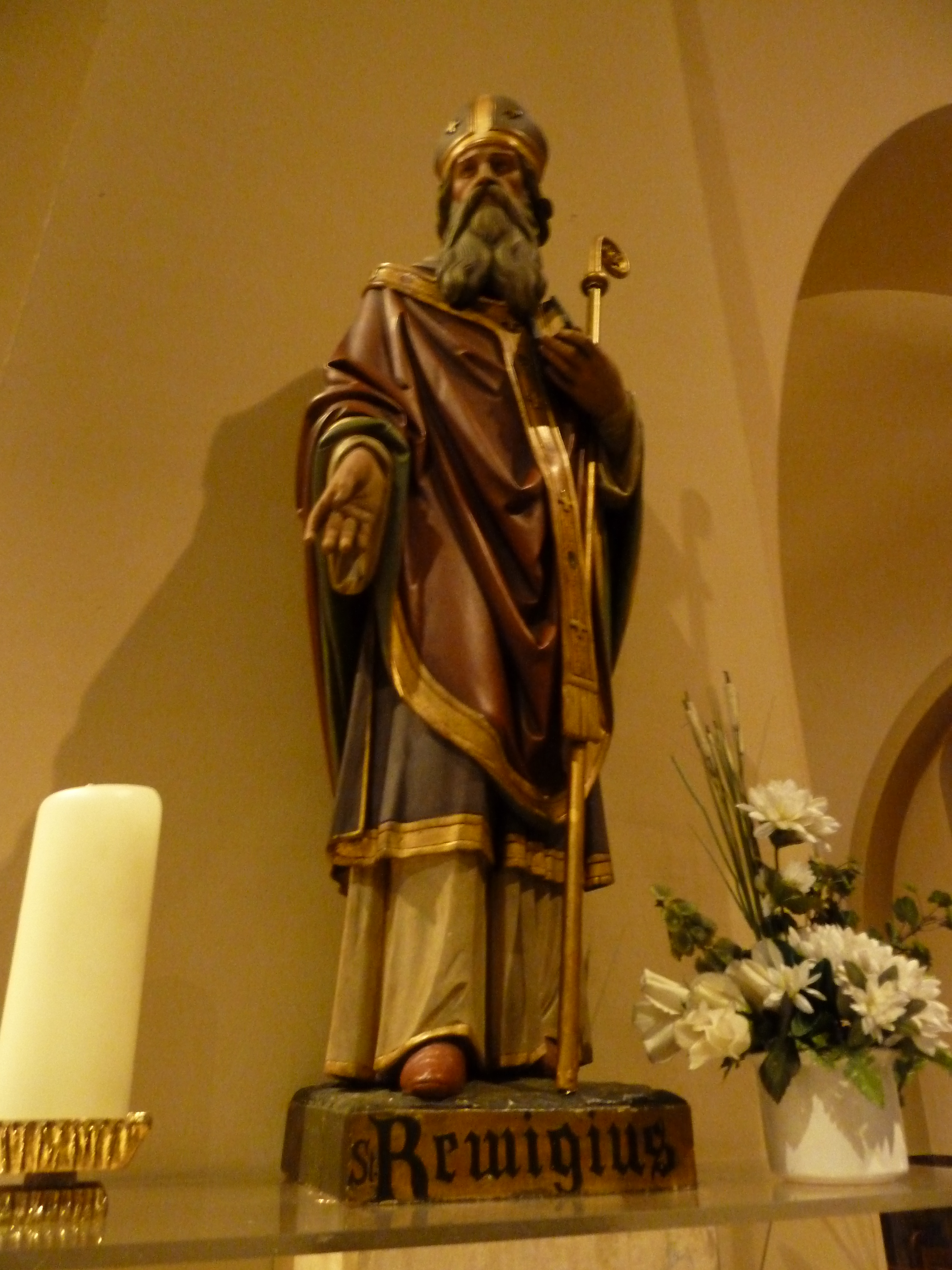
Estátua de São Remígio na Igreja de São Remígio, Holanda

Remígio de Reims (em francês:  Saint Rémi ou Saint Rémy; em italiano:  Remigio; em castelhano:  Remigio; em occitano:  Romieg; em polonês/polaco:  Remigiusz; em bretão:  Remig e em lituano:  Remigijus, São Remígio, para os católicos), foi Bispo de Reims e Apóstolo dos Francos, (Cerny-en-Laonnois, c. 437 – Reims, 13 de janeiro de 533). Em 25 de dezembro de 496 ele batizou Clóvis I, Rei dos Francos. Este batismo, que levou os francos à conversão à Igreja Católica, foi um grande marco para a Igreja e um dos acontecimentos mais importante na história europeia.

## A vida

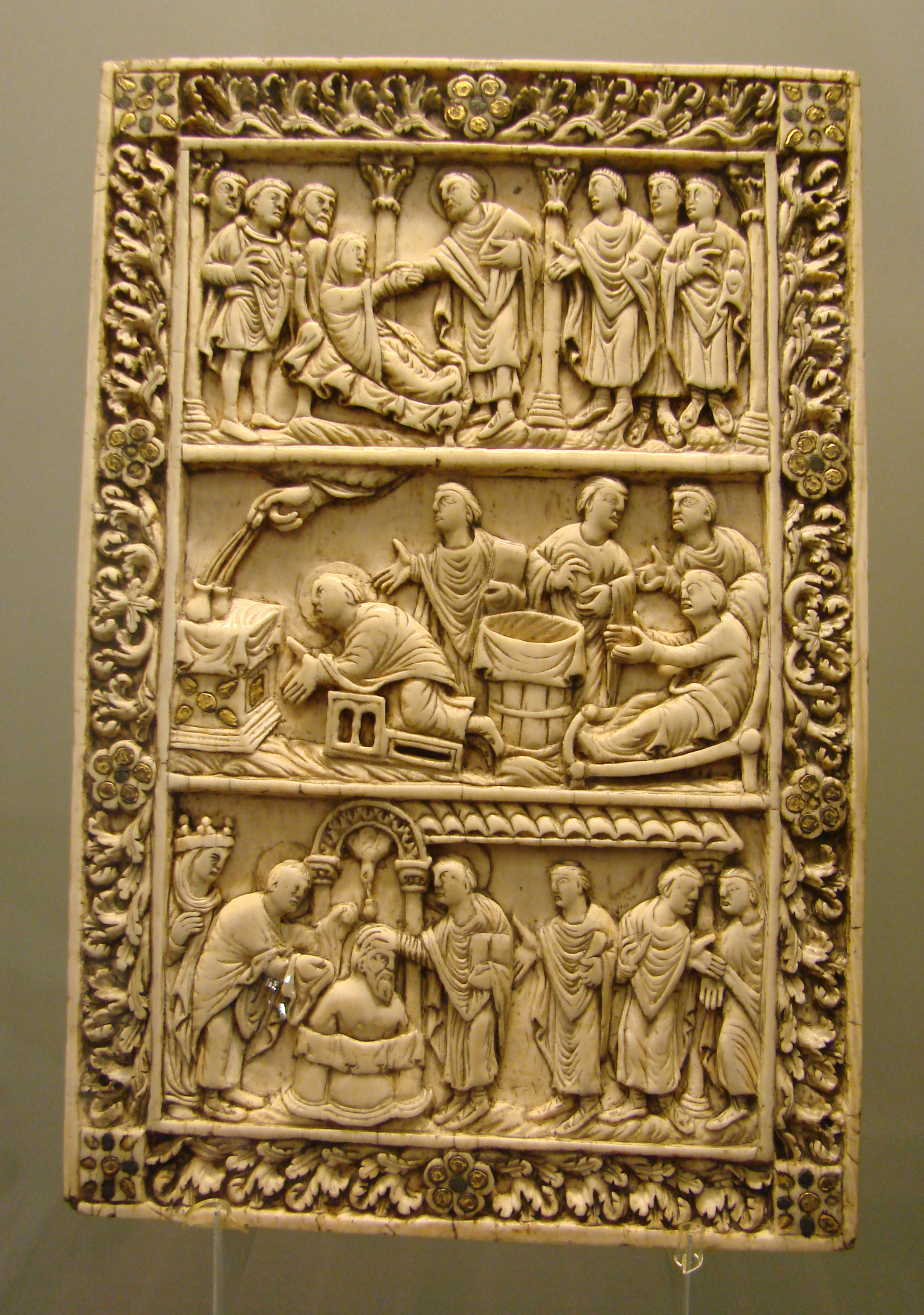
Plaque de reliure en ivoire, Reims, dernier quart du IXème siècle, Musée de Picardie à Amiens.
Cenas da vida de St Remi:
au registre supérieur, St Remi ressuscite une jeune fille;
ao centro: la Main de Dieu remplit deux flacons;

A tradição indica que Remígio nasceu em Cerny-en-Laonnois, perto de Laon, Picardia, na alta sociedade galo-romana. Ele é tido como filho de Emilius, Conde de Laon e de Celina, filha do Bispo de Soissons, região que Clóvis conquistou em 486. Ele estudou em Reims e em breve se tornou tão conhecido por sua inteligência, santidade e grande destaque, que foi eleito Bispo de Reims, com 22 anos, apesar de ainda ser um leigo.
Remígio pertencia a uma tradicional família da nobreza romana, que teve a oportunidade de participar da expansão do Império Romano do Ocidente pela Gália, como era chamado o território francês. Naquela época, a região, que era toda pagã e constantemente assolada por sucessivas invasões dos bárbaros, vinha sendo governada pelo povo franco, mais tarde conhecido como francês, conhecidos por serem grandes combatentes.
A história do retorno dos vasos sagrados (nomeadamente, os Vasos de Soissons), que haviam sido roubados da igreja de Soissons, testemunha as relações de amizade existentes entre ele e Clóvis, Rei dos Francos, a quem Remígio converteu ao Cristianismo, com a ajuda de São Gastão (ou São Vedasto) e Santa Clotilde de Borgonha, a princesa que foi esposa de Clóvis. Mesmo antes de abraçar o Cristianismo, Clóvis tinha concedido benefícios a Remígio e aos Cristãos de Reims, e depois de sua vitória sobre os alamanos na Batalha de Tolbiac (provavelmente em 496), ele pediu que Remígio o batizasse em Reims (em 25 de dezembro de 496), na presença de uma grande multidão de francos e alamanos; de acordo com São Gregório de Tours, cerca de 3 000 francos foram batizados juntamente com Clóvis.
O rei Clóvis concedeu a Remígio trechos de territórios, nos quais Remígio estabeleceu muitas igrejas. Ele ergueu os bispados em Tournai; Cambraia; Thérouanne, onde, pessoalmente, ordenou o primeiro bispo em 499; em Arras, onde instalou São Vedasto; e em Laon, que Remígio ofereceu a Gumbando, marido de sua sobrinha. Em 530, Remígio consagrou Medardo, Bispo de Noyon. Princípio, irmão de Remígio, foi Bispo de Soissons e também se correspondeu com Sidônio Apolinário, cujas cartas denotam um sentido literário galo-romano altamente culto, compartilhado entre todos os três.

Os cronistas de "Gália Cristã" registraram que várias doações foram feitas para Remígio por nobres francos que ele apresentou à catedral de Reims.
Apesar de Remígio nunca ter participado em qualquer dos concílios da igreja, em 517 ele realizou um sínodo em Reims, em que, depois de uma discussão acalorada, ele converteu um bispo que tinha orientação ariana.
Algumas obras autênticas de Remígio permanecem e outras se perderam: sua "Declamations" foi admirada por Sidônio Apolinário, em uma carta endereçada a Remígio, mas estão perdidas. Quatro cartas sobreviveram: uma contendo a sua defesa, em uma controvérsia com seus pares episcopais, duas escritas para Clóvis, e uma quarta para o Bispo Falco de Tongeren. O "Testamento de São Remígio" é apócrifo. Uma breve e estritamente lendária era anteriormente atribuída a Venâncio Fortunato. Outra, de acordo com Tiago de Voragine, foi escrita por Inácio, bispo de Reims. Uma carta parabenizando o Papa Hormisda, sobre a sua eleição (523) é apócrifa, e "a carta em que o Papa Hormisda parece ter nomeado-o vigário do reino de Clóvis é provavelmente falsa; presume-se ter sido uma tentativa de Incmaro de Reims de reforçar suas pretensões para a elevação de Reims para a primazia, com o suposto argumento envolvendo Remígio".
Um comentário sobre as Epístolas Paulinas (Villalpandus, 1699) não é seu trabalho, mas de Remígio de Auxerre.
As relíquias de São Remígio foram mantidas na Catedral de Reims, de onde Incmaro transladou para Épernay durante as invasões viquingues e dali, em 1099, para a Abadia de Saint-Rémy. Sua festa é celebrada no dia 1 de outubro.

## Remígio e a Ampola Santa

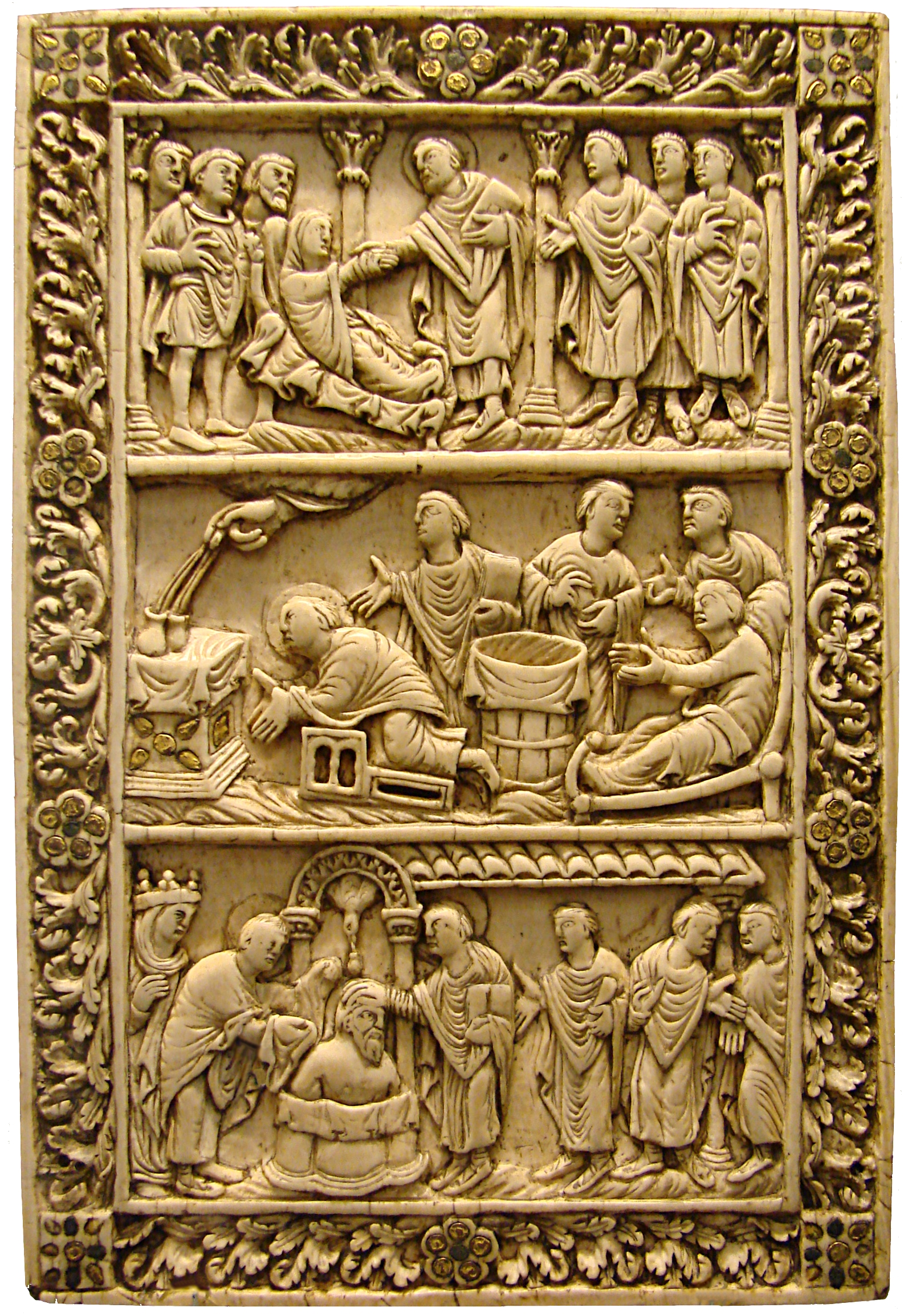
Placa em marfim do final do período carolíngio, c. 870, com os milagres da vida de São Remígio. Topo: O moribundo pagão pede o batismo a São Remígio, Centro: a Mão de Deus preenche os dois frascos, Inferior: a pomba do Espírito Santo entrega a Santa Ampola no Batismo de Clóvis. A placa consegue cobrir duas versões da história

São Remígio é conhecido pela lenda do batismo de um moribundo pagão, que pediu o batismo a São Remígio. Quando se constatou que não havia Óleo dos Catecúmenos ou de Crisma disponíveis para a administração adequada da cerimônia de batismo, São Remígio ordenou que se esvaziasse e colocasse dois frascos em um altar e, após orar diante deles, os dois teriam sido milagrosamente preenchidos, com os necessários Óleo dos Catecúmenos e de Crisma.
Aparentemente, quando o sepulcro contendo o corpo de São Remígio foi aberto no reinado de Carlos, o Calvo, e Incmaro era arcebispo de Reims, dois pequenos frascos foram encontrados, cujo conteúdo exalava um cheiro aromático não reconhecido pelos presentes. Na época em que Remígio morreu, a antiga arte da perfumaria ainda era conhecida e praticada (antes do colapso do Império Romano), mas era desconhecida no Império Carolíngio, quatrocentos anos mais tarde. Estes frascos podem ter sido, originalmente, garrafas de unguentos, usados para cobrir o cheiro do cadáver de São Remígio durante seu funeral. Mas a memória dos dois frascos milagrosamente preenchidos da história do Batismo de Moribundo Pagão, e o incomum, aparentemente sobrenatural aroma desses dois frascos encontrados enterrados com São Remígio, sugeriram aos presentes que estes frascos foram milagrosamente preenchidos como indicava a lenda.
Deve ser lembrado também que não era incomum que cálices e outros vasos sagrados serem enterrados com altos clérigos.
Incmaro habilmente combinou a descoberta (1) dos dois frascos, (2) a Lenda do Moribundo Pagão e (3) a memória histórica de que São Remígio batizou Clóvis, na Legenda da Santa Ampola, (isto é, de que a Crisma utilizada por Remígio quando batizou Clóvis foi milagrosamente fornecida pelo Céu). Incmaro usou a nova lenda para reforçar a sua afirmação de que sua arquiepiscopal de Reims (como possuidora dessa crisma celestial) deveria ser reconhecida como o local divinamente escolhido para todas as unções dos reis franceses. O destino do segundo frasco é incerto. Tem sido sugerido que, desde a forma original da lenda, este teria sido o frasco que contém o Óleo dos Catecúmenos e as coroações francesas ordenam a prescrição do Óleo dos Catecúmenos, em vez da crisma, que posteriormente, foi utilizada para ungir as rainhas da França. É possível que um frasco atualmente identificado por alguns dos legitimistas Bourbon como a Santa Ampola é, na verdade, este segundo frasco.

## Leitura complementar
- Jacobus de Voragine, A Lenda de Ouro, 1 de outubro: "São Remigius."